# Smithereen
A Smithereen (magyar felirat szerinti címmel: Szilánkok) a Fekete tükör című brit sci-fi sorozat huszonegyedik epizódja, amit a sorozat showrunnere, Charlie Brooker írt és James Hawles rendezett. 2019. június 5-én mutatta be a Netflix, az ötödik évad többi részével egyszerre.
A történet szerint Chris, aki egy autómegosztó szolgáltatás sofőrje, elrabolja Jadent, a Smithereen nevű közösségi médiaoldalnak dolgozó gyakornokot, és szabadon bocsátását ahhoz a feltételhez köti, hogy beszélhessen a cég igazgatójával, Billy Bauerrel. A cselekményt Brooker egy Uber-élménye inspirálta, amikor a sofőr váratlanul kiszállt, hogy magához vegyen egy flakon vizet. Reflektál arra is, hogy valaki hogyan dolgozza fel a szerettei elvesztését, miközben az élete teljesen a közösségi médiáról szól. A Smithereent a Twitterről mintázták, Billy Bauert pedig a Twitter akkori vezéréről, Jack Dorseyról. Az epizód témája a közösségi oldalak hatalma és termékeik árnyoldala, a függőség. A legtöbb jelenetet Angliában vették fel, kivéve Grace jeleneteit, mert azok Spanyolországban készültek. Szokatlan módon a cselekményt időrendi sorrendben vették fel, ráadásul a főszereplő Andrew Scott úgy alakított sofőrt, hogy valójában nem is tud vezetni.
Az epizód vegyes fogadtatásra lelt. Scott alakítását Emmy-díjra jelölték, de maga a történet elnyújtottsága és egyszerűsége komoly kritikákat kapott.

## Cselekmény
Chris Gillhaney egy autómegosztó szolgáltatás sofőrje Londonban, 2018-ban. Csoportterápiára jár, ahol még nem tudott megnyílni a többiek előtt, elmondva, hogy mi is bántja, viszont lefekszik egy nővel, Hayley-vel, akivel ott ismerkedett meg. Hayley lánya elhunyt, és neki nem adnak hozzáférést a Persona-fiókjához, hogy megtudja, mi vezetett az öngyilkosságához - ezért aztán minden nap addig próbálkozik a jelszó kitalálásával, míg a rendszer le nem tiltja őt 24 órára. Egyik nap Chris felveszi az autójával Jadent, aki a Smithereen nevű közösségi oldalnál dolgozik. Chris hirtelen irányt változtatva elrabolja őt és fegyvert szegez rá, majd őrjöngeni kezd, amikor megtudja, hogy az illető csak egy gyakornok. Egy rendőr meglátja, ahogy Jaden egy zsákkal a fején ül a hátsó ülésen, ezért üldözőbe veszi a társával őket. Chris félrerántja a kormányt, hogy ne ütközzön össze két kerékpárossal, majd egy mező közepén áll meg. Újabb rendőrök érkeznek a helyszínre, Linda Grace vezetésével.
Chris célja, hogy beszélhessen a Smithereen igazgatójával, Billy Bauerrel, ezért küld egy képet Jaden felettesének arról, hogy pisztolyt fog Jadenre. A dolgok híre végül elér a cég amerikai szárnyához is, Penelope Wuhoz, aki viszont úgy véli, hogy a kérés teljesíthetetlen, mert Bauer épp egy elvonuláson van. Közben a rendőrök is nyomozni kezdenek: elmennek Chris lakására, a Smithereen cég pedig a közösségi médiás aktivitása alapján próbálja őt leprofilozni. Kiderül, hogy Chris korábban tanár volt, ám három évvel korábban egy autóbalesetben elvesztette a menyasszonyát, egy részeg sofőr hibájából. Az is kiderül, hogy az emberrablást már hetek óta tervezgette. David Gilkes túsztárgyaló érkezik a helyszínre, csakhogy Chris utánaolvasott annak, hogy ezek az emberek mit miért mondanak neki, úgyhogy a szavai hatástalanok.
Miközben tartja a vonalat, a Smithereen felveszi, amik az autóban elhangzanak. Chris erre úgy jön rá, hogy azt mondja Jadennek, hogy a fegyvere nem is igazi, majd meglátja, mennyivel másként reagálnak a rendőrök és a közösségi média rá vonatkozó posztjai. Követeli, hogy öt percen belül kapcsolják neki Billy Bauert, különben lőni fog. Bauert időközben utolérik, és ő, Penelope valamint az FBI tanácsa ellenére úgy dönt, beszélni fog vele. Chris elmondja neki telefonon keresztül, hogy az egész baleset az ő hibája, mert vezetés közben a Smithereen egy egyébként semmitmondó értesítése elterelte a figyelmét és ezért történt meg az ütközés. Chris és Billy egyetértenek abban, hogy a Smithereen úgy lett megtervezve, hogy minél addiktívabb legyen, és Billy elmondja azt is, hogy az egész kikerült az irányítása alól, és azt tervezi, hogy ő maga is lemond. Chris ekkor közli, hogy most pedig öngyilkos lesz, Billy pedig könyörögni kezd, hogy ne tegye meg, mert biztos tud valahogy segíteni. Chris csak egy dolgot kér, amit teljesítenek is: kérjék meg a Personát, hogy segítsenek Hayleynek hozzáférnie a halott lánya fiókjához.
Chris ezután megpróbálja elengedni Jadent, de a férfi megmakacsolja magát és inkább megpróbálja megakadályozni Chris öngyilkosságát. Miközben el akarja venni a fegyverét, Linda Grace parancsára egy mesterlövész veszi célba az autót. Hogy pontosan mi történik ekkor, nem látjuk, de a záró képsorokban az látható, hogy az emberek elolvassák az eseményekkel kapcsolatos híreket a mobiljaikon, majd úgy folytatják az életüket, mintha mi sem történt volna.

## Szereplők
| Szerep           | Színész      | Magyar hang   |
| ---------------- | ------------ | ------------- |
| Chris Gillhaney  | Andrew Scott | Rajkai Zoltán |
| Jaden Tommins    | Damson Idris | Farkas Dénes  |
| Billy Bauer      | Topher Grace | Zámbori Soma  |
| Linda Grace      | Monica Dolan | Mérai Katalin |
| Hayley Blackwood | Amanda Drew  | Orosz Anna    |
| David Gilkes     | Daniel Ings  | Posta Victor  |
| Penelope Wu      | Ruibo Qian   | Mics Ildikó   |

## Az epizód készítése
Az ötödik évad első részeként került leforgatásra. Brooker egy olyan epizódot akart, amiben nincs semmilyen futurisztikus technológia, bemutatva, hogy a sorozat nem egy sci-fi (hasonló rész volt korábban "A nemzeti himnusz" és a "Pofa be és táncolj"). Két alappillére volt az epizódnak: az egyik, hogy valaki, aki az egész életét a közösségi médiában éli meg, hogyan tudja feldolgozni a szerettei halálát. A másik pedig Brooker személyes élménye arról, hogy egy Uber-sofőr csak úgy megállt és kiszállt az autóból útközben - ugyan csak egy flakon vízért ment, Brookert megijesztette, hogy azt sem tudja, hol járnak épp.
Az első ötletből kezdett el formálódni egy cselekmény, melyben a főszereplő kétségbeesetten próbált belépni öngyilkos szerettének a közösségi médiás fiókjába. Ezt Brooker felszínesnek és olcsónak tartotta, arról nem is beszélve, hogy egy ember öngyilkosságának kellett volna okot adni benne. Ezért aztán ez a cselekmény csak egy mellékszál lett, Hayley története, azzal, hogy azt, hogy mi is található az oldalán, sosem tudjuk meg. Brooker szerint ez csak újabb kérdéseket vetett volna fel.
A közösségi média függőséget okozó hatásának szemléltetéseképp Brooker elmondta, hogy míg korábban az első dolog, amiért nyúlt reggel, az a cigaretta volt, most pedig az okostelefon. Példaként említették meg, hogy az olvasatlan e-mailek számát jelző ikon is a gamification hatását erősíti.
Billy Bauer karaktere egy tipikus szilícium-völgyi techguru, egy laza, liberális, hippiszerű alak. Nem akartak klasszikus rajzfilmes gonosztevőt faragni belőle, sem azt, hogy emlékeztessen bárkire a való életből, habár Jack Dorsey tíznapos elvonulása mégis a karakter része lett. Brooker szerint Billy épp olyan, mint Chris: elveszett, és úgy érzi, kicsúszott a kezéből az irányítás. Az epizód befejezése azt az üzenetet hordozza magában, hogy mindaz, ami a szereplőkkel történt, az ő egyéni tragédiájuk, mindössze egy felugró értesítést jelent milliók számra, amin gyorsan tovább is lépnek.
A főszerepben Andrew Scott látható, aki már korábban is szeretett volna bekerülni a műsorba. Őt nem annyira a technológia, hanem a karaktere sebezhetősége ragadta meg, hogy egyetlen apró hiba miatt, ami bármikor bekövetkezhet, hibáztatnia kell valakit. Scott kérésére vették fel az epizódot időrendi sorrendben, hogy egyre többet mutathasson meg Chris karakteréből. A forgatás során nehézséget okozott, hogy Scott egyáltalán nem tud vezetni, ezért a jeleneteket úgy vették fel, hogy az autót egy mobil platformra állították, Scootnak pedig el kellett játszania, hogy kormányoz.
Topher Grace, aki a sorozat nagy rajongója volt, játszotta Billy Bauert. A forgatókönyv olvasása során meglepődött, mert azt hitte, hogy a karaktere sokkal inkább főgonosz-szerű lesz. Elmondása szerint a hasonló cégvezéreknek megvan a saját sztorijuk és ő úgy gondolta, hogy Billy különleges kapcsolatban áll a spiritualitással. Eredetileg ezért azt akarta, hogy kopasz legyen, de erre nem került sor, helyette csak copfot kapott.
A forgatás Londonban és környékén zajlott, egy időben a Bandersnatch-csel. Grace jelenetei Spanyolországban lettek rögzítve, még ezt megelőzően pedig találkozott Andrew Scott-tal, hogy megfigyelje a színészi játékát. Hogy segítsék a maximális érzelmi beleélést, Grace-nek egy hivatásos színész olvasta fel Chris sorait kamerán kívül.

## Forráshivatkozások
1. ↑  June 05, James Hibberd: 'Black Mirror' creator explains that 'Smithereens' ending (angol nyelven). EW.com. (Hozzáférés: 2023. július 26.)
2. ↑  Black Mirror creator Charlie Brooker: ‘I think we’re quite optimistic’ (angol nyelven). The Independent, 2019. június 7. (Hozzáférés: 2023. július 26.)
3. ↑  Black Mirror season 5 'Smithereens' ending explained (brit angol nyelven). Digital Spy, 2019. június 5. (Hozzáférés: 2023. július 26.)
4. ↑  Dazed: Charlie Brooker discusses phone addiction and Black Mirror (angol nyelven). Dazed, 2019. június 10. (Hozzáférés: 2023. július 26.)
5. ↑  Jun 8, David GriffinUpdated:; 2019 1:00: Black Mirror Season 5: 'Smithereens' Ending Explained by Charlie Brooker (angol nyelven). IGN, 2019. június 7. (Hozzáférés: 2023. július 26.)
6. ↑  Black Mirror's Andrew Scott reveals 'Smithereens' driving trick (brit angol nyelven). Digital Spy, 2019. június 7. (Hozzáférés: 2023. július 26.)
7. ↑  Strause, Jackie: Why Topher Grace Doesn’t Need to Tell You How His ‘Black Mirror’ Episode Ends (amerikai angol nyelven). The Hollywood Reporter, 2019. június 7. (Hozzáférés: 2023. július 26.)
8. ↑  VanArendonk, Kathryn: How Topher Grace Became a ‘Digital God’ for Black Mirror (amerikai angol nyelven). Vulture, 2019. június 5. (Hozzáférés: 2023. július 26.)

## Fordítás
Ez a szócikk részben vagy egészben  a   Smithereens (Black Mirror) című angol Wikipédia-szócikk ezen változatának fordításán alapul.  Az eredeti cikk szerkesztőit annak laptörténete sorolja fel. Ez a jelzés csupán a megfogalmazás eredetét és a szerzői jogokat jelzi, nem szolgál a cikkben szereplő információk forrásmegjelöléseként.